# Baudot-Code

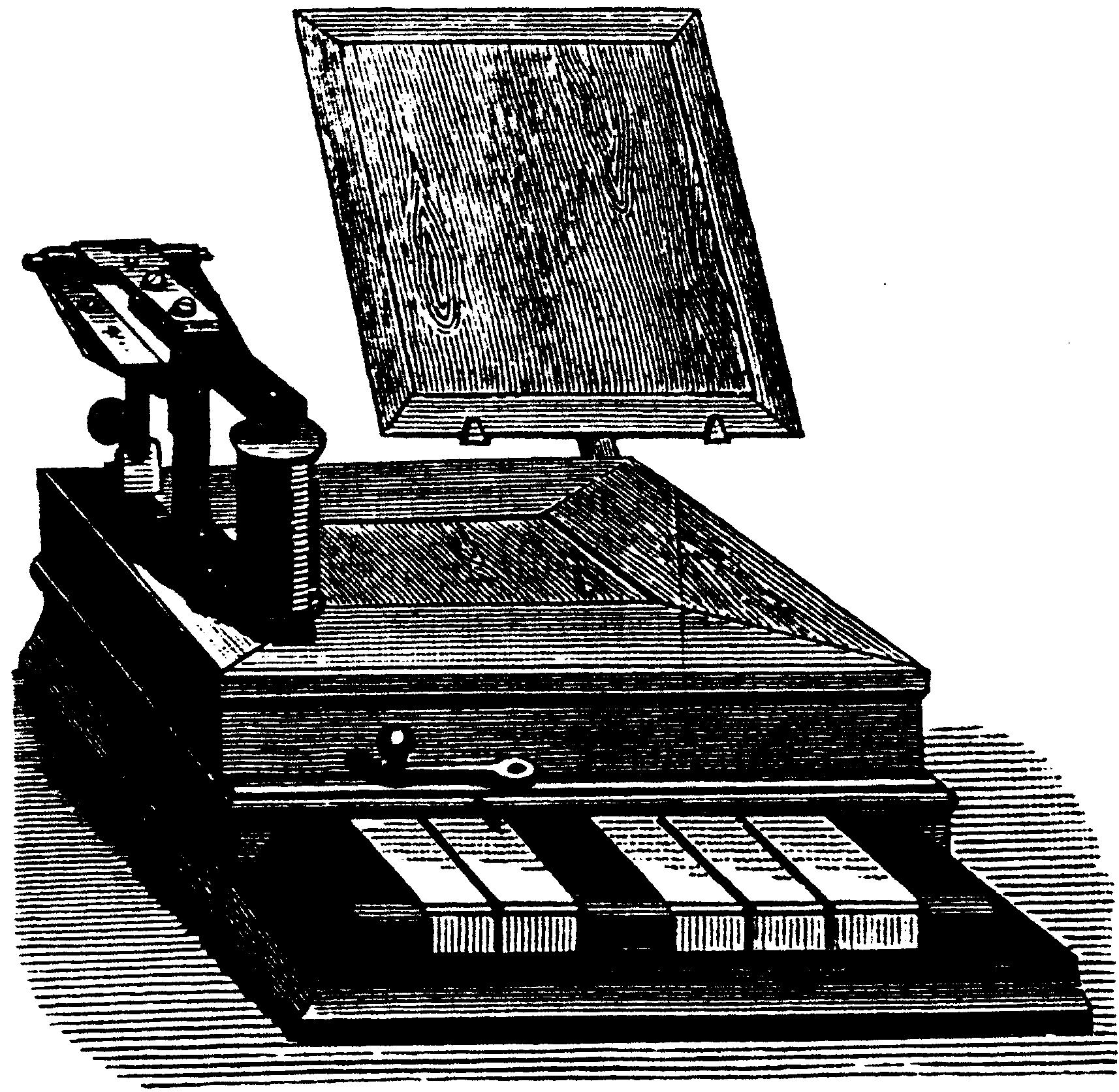
Eingabegerät mit fünf Tasten

Der Baudot-Code (auch Fernschreibcode oder Telexcode), benannt nach Jean-Maurice-Émile Baudot (1845–1903) ist ein digitaler, ursprünglich synchroner 5-Bit-Zeichencode und wurde später als CCITT-1 genormt.
Heute bezeichnet man als Baudot-Code gemeinhin die von Donald Murray (1865–1945) an die Verwendung mit einer alphanumerischen Tastatur angepasste Variante (CCITT-2). Diese fand im Telegrafen- und Telex-Betrieb weltweite Verwendung und wird auch als Baudot-Murray-Code oder Murray-Code bezeichnet.

## Vorgeschichte
Nach Entwicklung der elektrischen Telegrafie und des Morsecodes in der ersten Hälfte des 19. Jahrhunderts wurde nach Möglichkeiten gesucht, eine einfachere, direkte Übertragung von Text zu ermöglichen, ohne den Text vom Bedienpersonal in den Telegrafenstationen zur Übertragung in einen Code umwandeln lassen zu müssen. Ingenieure und Erfinder waren bestrebt, Verfahren zu entwickeln, um diese Codeumwandlung von den Telegrafengeräten selbst, also automatisch, durchführen zu lassen. Die Bestrebungen zielten darauf ab, einen Buchstaben (oder ein beliebiges Zeichen) auf einmal durch Telegrafenleitungen zu übertragen.
So wurde beispielsweise versucht, die Information über das jeweilige Zeichen durch verschiedene Spannungen auf einer Telegrafenleitung zu übermitteln. Andere Verfahren wurden erdacht, die 26 Leitungen gleichzeitig verwenden – für jeden Buchstaben eine. Ebenso wurden Codes entwickelt, um die Anzahl der benötigten Spannungswerte und Leitungen zu reduzieren. Hier stellten sich besonders 5- und 6-Bit-Codes als ein günstiger Kompromiss dar.
Émile Baudot gelang es – basierend auf den bereits gemachten Entwicklungen – ein Gerät zu entwickeln, das unter Verwendung eines 5-Bit-Codes nicht nur in der Lage war, auf der Empfängerseite den Telegrammtext direkt auf einen Papierstreifen zu drucken, sondern auch mehrere Telegramme in einem Multiplexsystem gleichzeitig über eine einzige Telegrafenleitung übertragen konnte.

## Der frühe Baudot-Code (CCITT-1)

### Bedienung
Der ursprüngliche Baudot-Code (später International Telegraph Alphabet No. 1 (ITA1), CCITT-1) wurde von Émile Baudot 1870 für ein von ihm entwickeltes Telegrafengerät entworfen. Der Code wurde direkt über eine klavierähnliche Tastatur mit fünf Tasten eingegeben, das Drücken oder Nichtdrücken einer Taste entsprach dem Setzen oder Nichtsetzen eines Bits in dem zu sendenden 5-Bit-Wort (dem Zeichencode). Dazu wurde die Tastatur mit dem Zeige- und Mittelfinger der linken und mit dem Zeige-, Mittel- und Ringfinger der rechten Hand bedient. Die dem zu sendenden Zeichen entsprechenden Tasten mussten gleichzeitig gedrückt werden und rasteten für einen Moment ein, bis die Kombination vom Gerät als eine Folge von Stromimpulsen gesendet und die Tastatur für das nächste Zeichen wieder freigegeben wurden. Auf diese Weise wurden Geschwindigkeiten von 180 Zeichen pro Minute erzielt.
Dadurch dass, anders als beim Morsecode, alle Zeichen durch einen Code gleicher Länge dargestellt wurden, war eine maschinelle Dekodierung deutlich einfacher zu realisieren und mit den zur Verfügung stehenden Mitteln machbar. So wurde in Baudots Telegrafenempfänger ein Typenrad abhängig von dem empfangenen Code durch eine elektromechanische Vorrichtung in eine entsprechende Position gebracht, um das zugehörige Zeichen auf einen Papierstreifen zu drucken.

### Codierung
| ·· •·· A |
| ·· ••· É |
| ·· ·•· E |
| ·· ·•• I |
| ·· ••• O |
| ·· •·• U |
| ·· ··• Y |
| ·• ··• B |
| ·• •·• C |
| ·• ••• D |
| ·• ·•• F |
| ·• ·•· G |
| ·• ••· H |
| ·• •·· J |

| •• •·· K |
| •• ••· L |
| •• ·•· M |
| •• ·•• N |
| •• ••• P |
| •• •·• Q |
| •• ··• R |
| •· ··• S |
| •· •·• T |
| •· ••• V |
| •· ·•• W |
| •· ·•· X |
| •· ••· Z |
| •· •·· - |

| ·· •·· 1  |
| ·· ·•· 2  |
| ·· ··• 3  |
| ·· •·• 4  |
| ·· ••• 5  |
| ·• •·· 6  |
| ·• ·•· 7  |
| ·• ··• 8  |
| ·• •·• 9  |
| ·• ••• 0  |
| ·· ••· 1/ |
| •· •·• 2/ |
| ·· ·•• 3/ |
| ·• ••· 4/ |

| ·• ·•• 5/ |
| •· ··• 7/ |
| •· ·•· 9/ |
| •· •·· .  |
| •· ••• '  |
| •· ••· :  |
| •· ·•• ?  |
| •• •·· (  |
| •• ·•· )  |
| •• ··• -  |
| •• •·• /  |
| •• ••• +  |
| •• ••· =  |
| •• ·•• £  |

Da es mit fünf Tasten, von denen jede entweder gedrückt oder nicht gedrückt sein kann, nur 32 (= 25) verschiedene Tastenkombinationen gibt (31, wenn man die Ruhestellung der Tastatur nicht mitrechnet), hätten nicht einmal alle 26 Buchstaben plus 10 Ziffern codiert werden können, wenn Baudot nicht einen Umschaltcode eingeführt hätte, der die doppelte Belegung fast aller Kombinationen erlaubte: er definierte zwei Leerzeichen. Wenn das eine gesendet wurde, sollten die nachfolgenden Zeichen nach einer Tabelle mit Buchstaben interpretiert werden, nach dem anderen sollte eine Tabelle mit Ziffern und Zeichen benutzt werden.
Der Baudot-Code ist nach ergonomischen Gesichtspunkten für leichte Erlernbarkeit entworfen worden, so bleibt zum Beispiel für die Vokale der Teilcode der linken Hand gleich, und aufeinander folgende Zeichen folgen oft einem bestimmten Zählmuster. In der Tabelle steht „·“ für eine nicht gedrückte und „•“ für eine gedrückte Taste, beziehungsweise ein 0-Bit und ein 1-Bit. Die Nummerierung der Bits war entsprechend der Finger gewählt: 5 4  1 2 3.

### Weitere Geschichte
Baudots Telegrafensystem wurde 1875 von der französischen Verwaltung angenommen. Nachdem ein erster Testbetrieb zwischen Paris und Bordeaux im November 1877 erfolgreich durchgeführt wurde, fand das System in den nachfolgenden Jahren europaweit und später auch außerhalb von West- und Mitteleuropa in Ländern wie Russland und Argentinien Verbreitung. Da die zur Verfügung stehenden Zeichen die Bedürfnisse anderer Fernmeldeverwaltungen nicht befriedigten, kam es zu national unterschiedlichen Zeichenbelegungen. Auch die später als CCITT International Alphabet No. 1 genormte Version weicht in der Belegung der Sonderzeichen von Baudots Version ab, die Position der 26 Buchstaben und der Ziffern 0 bis 9 ist jedoch immer gleich geblieben.
Baudots Code war jedoch nicht der erste bitorientierte Zeichencode, der jedes Zeichen mit der gleichen Anzahl Bits darstellte. Bereits im Jahr 1833 hatten die beiden deutschen Physiker Carl Friedrich Gauß (1777–1855) und Wilhelm Weber (1804–1891) für ihre in Göttingen errichtete erste elektrische Telegrafenlinie der Welt einen Code benutzt, der genau diese Eigenschaft aufwies (siehe auch: Telegrafencode).
Diese Codes gelten als Vorläufer moderner Computercodes wie EBCDIC, ASCII und Unicode. Nach Baudot ist die Einheit Baud benannt. Die Baudrate ist ein Maß für die Schrittgeschwindigkeit.

## Der Baudot-Murray-Code (CCITT-2)

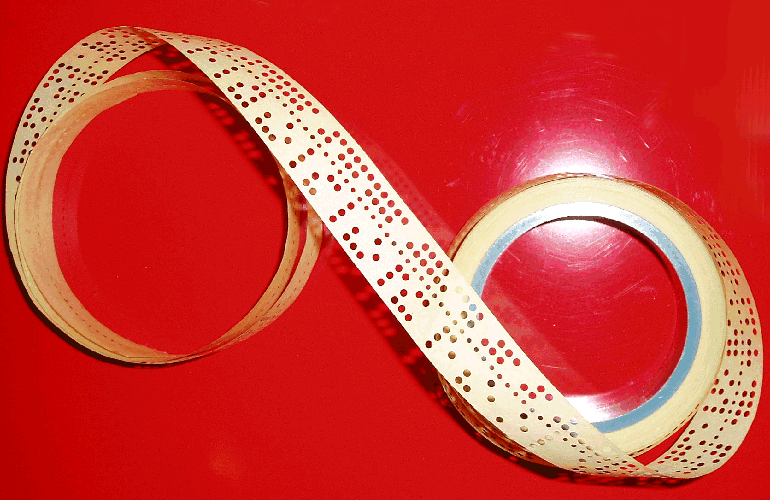
Lochstreifen eines Fernschreibers mit CCITT-2-Kodierung

### Zeicheneingabe
Um die Zeicheneingabe zu erleichtern, entwickelte Donald Murray um 1901 eine Tastatur ähnlich der einer Schreibmaschine, die durch Drücken einer einzigen Taste die zugehörige Zeichenfolge von fünf Bit in einen Lochstreifen stanzte. Dieser Lochstreifen lief sofort in einen Sender, der den gelochten Code las und aussendete. Murrays Geräte waren sehr schnell. So wurde in einem Testbetrieb bei der britischen Post 1908 eine Geschwindigkeit von 1260 Buchstaben pro Minute erzielt. Dieses Gerät wurde der Vorläufer moderner Fernschreiber, die mit einer alphanumerischen Tastatur und einem alphanumerischen Druckwerk arbeiten.
| Code  | Buchstaben                  | Ziffern/Zeichen             |
| ----- | --------------------------- | --------------------------- |
| 00011 | A                           | -                           |
| 11001 | B                           | ?                           |
| 01110 | C                           | :                           |
| 01001 | D                           | werda/Wer Da?               |
| 00001 | E                           | 3                           |
| 01101 | F                           | unbenutzt                   |
| 11010 | G                           | unbenutzt                   |
| 10100 | H                           | unbenutzt                   |
| 00110 | I                           | 8                           |
| 01011 | J                           | Klingel                     |
| 01111 | K                           | (                           |
| 10010 | L                           | )                           |
| 11100 | M                           | .                           |
| 01100 | N                           | ,                           |
| 11000 | O                           | 9                           |
| 10110 | P                           | 0                           |
| 10111 | Q                           | 1                           |
| 01010 | R                           | 4                           |
| 00101 | S                           | '                           |
| 10000 | T                           | 5                           |
| 00111 | U                           | 7                           |
| 11110 | V                           | =                           |
| 10011 | W                           | 2                           |
| 11101 | X                           | /                           |
| 10101 | Y                           | 6                           |
| 10001 | Z                           | +                           |
| 01000 | Wagenrücklauf               | Wagenrücklauf               |
| 00010 | Zeilenvorschub              | Zeilenvorschub              |
| 00100 | Zwischenraum                | Zwischenraum                |
| 11111 | Umschaltung Buchstaben      | Umschaltung Buchstaben      |
| 11011 | Umschaltung Ziffern/Zeichen | Umschaltung Ziffern/Zeichen |
| 00000 | unbenutzt                   | unbenutzt                   |

### Codierung

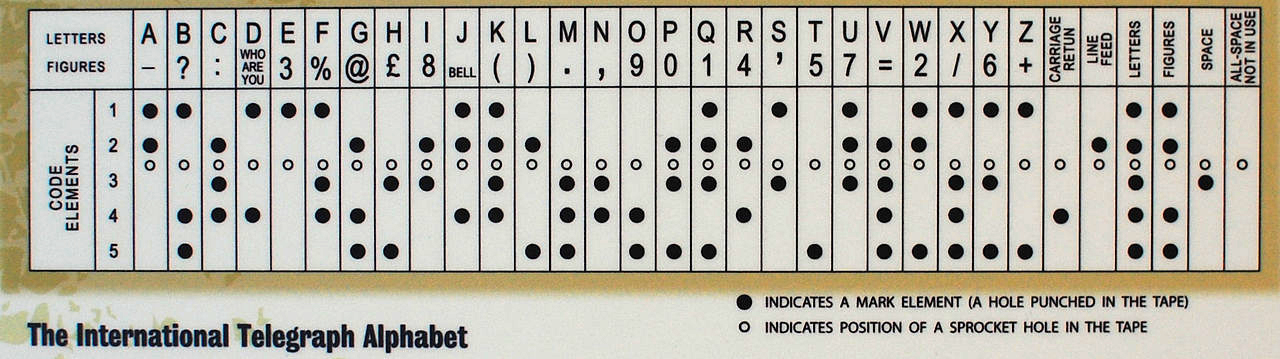
Das internationale Telegrafenalphabet CCITT‑2

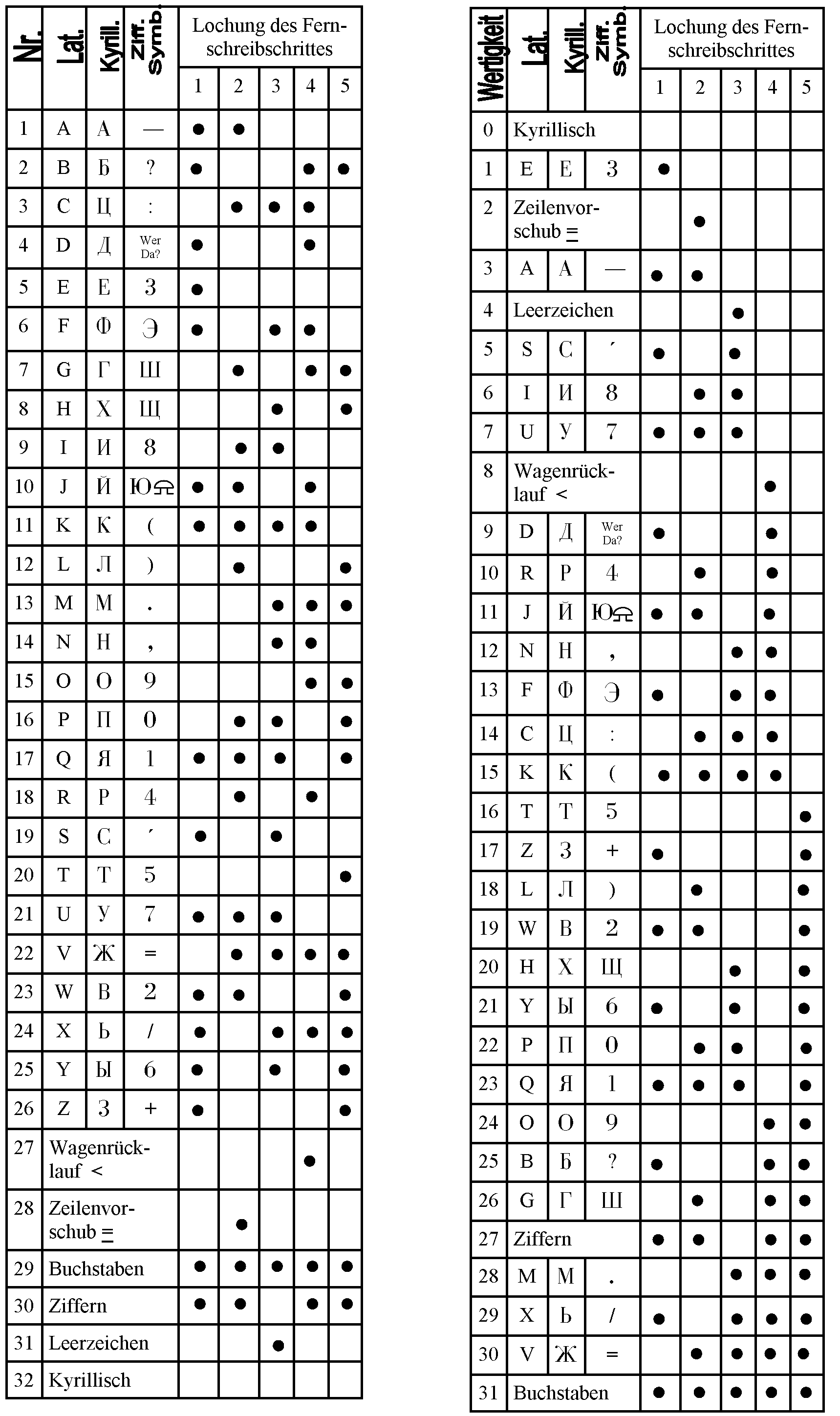
Normgerechte Darstellung der Fernschreibzeichen in CCITT-2 und MTK-2. Die Lochung wie auch der Versand des Fernschreibzeichen erfolgt: Start-1.FsZ-2.FsZ.-(Transportlochung)-3.FsZ.-4.FsZ.-5-FsZ.-1,5 Stoppschritte.
In der linken Tabelle ist die Reihenfolge entsprechend dem CCITT-2 alphabetisch dargestellt. In der rechten Tabelle ist das Fernschreibzeichen sortiert nach Wertigkeit, das heißt, Buchstabe E hat die Lochung 1-0-.-0-0-0 das entspricht dezimal 1.

Murray behielt die Ebenenumschaltung Baudots bei, stellte aber die Reihenfolge der Zeichen im Code so um, dass häufig benutzte Buchstaben, wie „E“ und „T“ Codepositionen bekamen, für deren Sendung und Empfang die Mechanik in den Geräten kürzer und weniger oft bewegt werden musste. So wurde der Verschleiß und die Wartungsbedürftigkeit verringert. Murray fügte auch ein Zeilenwechselzeichen hinzu, um Telegramme unterteilen zu können.
Wie Baudots wurde auch Murrays Code im Bereich außerhalb der Buchstaben und Ziffern im Laufe der Zeit vielfach verändert, um lokalen Bedürfnissen gerecht zu werden. Eine wichtige Änderung war, dass Leerzeichen und Buchstaben/Ziffernumschaltung voneinander getrennt und zu separaten Zeichen wurden. Um Blattschreiber (Geräte, die zeilenweise auf ein Blatt schreiben, anstatt endlos auf einen Streifen) ansteuern zu können, wurden Steuerzeichen für Wagenrücklauf und Zeilenvorschub hinzugefügt. Dazu kam noch ein Code zur Auslösung eines automatischen Namensgebers am entfernten Gerät, um sich auch bei unbemannten Gegenstationen vergewissern zu können, mit wem man verbunden war (werda bzw. Wer da?), sowie die Möglichkeit, eine Glocke anzusteuern, um die Aufmerksamkeit des Bedienpersonals zu erregen.
Dieser so veränderte Code wurde 1932 von der CCITT als Internationales Telegrafenalphabet Nr. 2 (kurz CCITT-2 oder ITA2) standardisiert. Dabei wurden einige Codepositionen für nationale Erweiterungen freigehalten. In der Tabelle steht „0“ für einen Pausenschritt, den Ruhezustand und „1“ für einen Stromschritt beziehungsweise eine mechanische Bewegung.

### Anwendung
Der CCITT-2-Code wurde zum Standard-Code in Telex-Netzen. Dabei wurde die ursprünglich verwendete synchrone Datenübertragung, die voraussetzte, dass das sendende und das empfangende Gerät immer genau im gleichen Takt liefen, durch eine asynchrone ersetzt. Dafür wurden vor und nach jedem Zeichen Start- und Stoppbits eingefügt, um dem empfangenden Gerät zu ermöglichen, sich mit jedem eintreffenden Zeichen erneut zu synchronisieren. Fernschreiber in Telex-Netzen wurden mit festen, netzabhängigen Geschwindigkeiten von etwa 400 bis 600 Zeichen pro Minute betrieben.
Auch der CCITT-2-Code wurde noch angepasst und erweitert. In der UdSSR wurde 1963 МТК-2 (u. a. mit kyrillischen Buchstaben) eingeführt. Insbesondere in den Vereinigten Staaten wurden in verschiedenen Netzen vom CCITT-2-Code leicht abweichende Zeichenbelegungen benutzt. So gab es zum Beispiel spezielle Zeichensätze für ein Wetternetz und ein Börsennetz. Anderswo wurde der Code erweitert. Um mehr Zeichen darstellen zu können, wurde für die Darstellung griechischer oder kyrillischer Zeichen eine dritte Ebene eingeführt, für den Einsatz im Schriftsatz noch mehr. Die Möglichkeit, die freigehaltenen Codepositionen für die deutschen Umlaute zu verwenden, wurde im deutschen Telex-Netz nicht wahrgenommen.